# تومي تايلور (لاعب كرة قدم بريطاني)
تومي تايلور (بالإنجليزية: Tommy Taylor)‏ (26 سبتمبر 1951 في المملكة المتحدة - ) هو مدرب كرة قدم ولاعب كرة قدم بريطاني في مركز الدفاع. شارك مع منتخب إنجلترا تحت 21 سنة لكرة القدم. أما مع النوادي، فقد لعب مع بيرتشوت ونادي ليتون أورينت ووست هام يونايتد وTeam Hawaii ‏.

## وصلات خارجية
- تومي تايلور على موقع قاعدة بيانات كرة القدم.إي يو (الإنجليزية)
- تومي تايلور على موقع Soccerbase.com (لاعب) (الإنجليزية)
- تومي تايلور على موقع Soccerbase.com (مدرب) (الإنجليزية)